# Bancários (João Pessoa)
Bancários é um bairro nobre localizado na zona sul da cidade de João Pessoa, capital da Paraíba. É conhecido por ser um dos melhores bairros da cidade, estando bem localizado entre as universidades, praias, o grande centro comercial de Mangabeira e o centro da cidade.

## Histórico
Sua fundação ocorreu em 26 de abril de 1978. Inicialmente, foi ocupado por servidores da Caixa Econômica Federal, característica essa que implicou no nome do bairro e de algumas ruas, como a avenida Sérgio Guerra, principal dos Bancários. 
Conta com uma razoável infraestrutura, com modernos estabelecimentos comerciais na principal avenida do bairro, a Sérgio Guerra, popularmente conhecida como "Princial dos Bancários". É considerado o melhor lugar da zona sul de João Pessoa para se morar, possuindo uma grande área de influência formada pelos bairros vizinhos de Jardim São Paulo, Anatólia, Jardim Cidade Universitária, Colibris, Castelo Branco, Mangabeira e Água Fria. Bancários possui ruas largas e arborizadas, constituídas de residências de padrão médio e também por um grande número de prédios, em sua maioria pequenos, que abrigam muitos estudantes universitários. Conta com várias instituições de ensino como Colégio Poligono Sul, Geo Sul e Carl Rogers entre vários outros estabelecimentos educacionais e comerciais.
Apresentou vertiginoso crescimento na última década, despontando como uma das áreas de maior crescimento imobiliário da capital paraibana, com grandes condomínios. É atualmente o reduto preferido da emergente classe média pessoense, segmento que vem crescendo a passos largos nos últimos anos. Apesar de estar fora do eixo turístico da cidade, destaca-se pela localização privilegiada, próximo às principais universidades - UFPB E UNIPÊ.[carece de fontes?]

## Desenvolvimento
O bairro vem passando por um desenvolvimento acelerado no últimos anos, melhorando a infraestrutura e se tornando um dos melhores bairros da cidade para morar.
Em 21 de setembro de 2024 foi entregue a obra do Parque das Três Ruas, com uma área de 9,3 hectares e 2km e extensão. O parque contém espaços de convivência e de esportes.
No dia 2 de novembro de 2024 foi inaugurada a ponte das três ruas, interligando o bairro dos Bancários ao Hospital Universitário Lauro Wanderley, desafogando o trânsito da principal dos Bancários.